# Taepodong-1

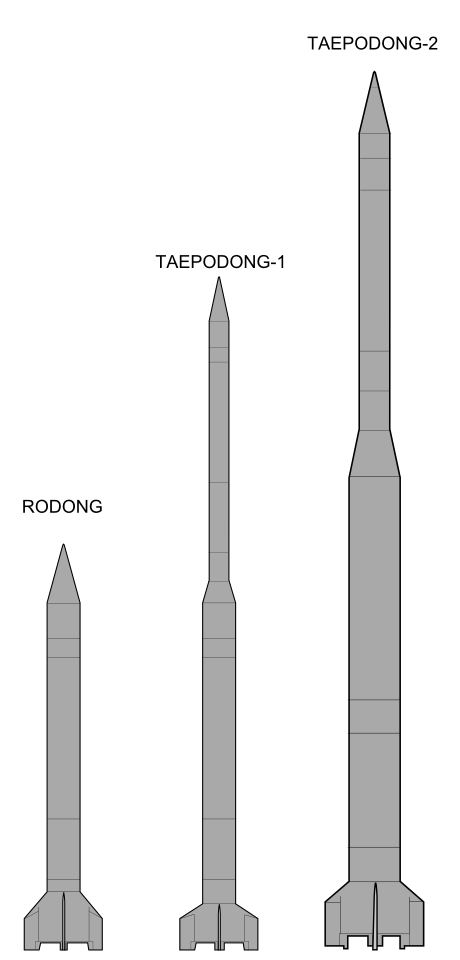
Größenvergleich der drei Raketen Rodong, Taepodong-1 und Taepodong-2

Taepodong-1 (benannt nach der früheren Bezeichnung der Raketenbasis Musudan-ri) ist die Bezeichnung einer nordkoreanischen ballistischen Rakete mittlerer Reichweite, die auf der Technologie der ebenfalls nordkoreanischen Nodong-1 basiert. Diese Rakete dient in modifizierter Form als Erststufe, während eine umgebaute Hwasong-5 oder 6 als Zweitstufe dient. Vereinzelt wird die Rakete auch als Paektusan-1 oder Nodong-2 bezeichnet. Der Iran besitzt möglicherweise eine baugleiche Version mit dem Namen Shahab-4, die jedoch bislang noch nicht gestartet wurde.
Schon im Februar 1994 wurden auf amerikanischen Satellitenbildern zwei Taepodong-1 im Entwicklungskomplex Sangun-dong entdeckt, wobei der Bau des ersten flugfähigen Prototypen jedoch erst ein Jahr später begann. Im Mai 1994 wurde eine neue Startanlage auf dem Testgelände in Musudan-ri in der Provinz Hamgyong an der Ostküste errichtet. Am 7. August 1998 begannen die Startvorbereitungen und am 27. August 1998 wurde sie in Startposition gebracht. Am 31. August 1998 trat sie mit ihrem Start zum ersten Mal international in Erscheinung, als sie angeblich als Trägerrakete beim Start des nordkoreanischen Satelliten Kwangmyŏngsŏng von Musudan-ri verwendet wurde. Während die nordkoreanische Regierung den Start als erfolgreich darstellte, konnten westliche Beobachter keinen Satelliten im Orbit nachweisen. Laut der nordkoreanischen Regierung erfolgte die Abtrennung der ersten Stufe nach 95 s, nach 266 s die der zweiten Stufe und 27 s später die Trennung des Satelliten von der  dritten Stufe. Als Bahnparameter des 27 kg schweren und 50–60 cm großen Satelliten in Polyederform wurden 6.978 × 21.882 km angegeben. Von westlichen und russischen Beobachtern wurde jedoch eine Explosion der dritten Stufe registriert und ein Absturz der Trümmer in den Pazifik beobachtet. Es wurden auch von keinem Beobachter die Signale des auf der Frequenz von 27 MHz sendenden Satelliten registriert.

## Technische Daten
- Reichweite: 2.200–2.896 km mit 1.000 kg Nutzlast[2]
- Stufen: 3
- Startschub: 525,25 kN
- Startmasse: 33.406 kg
- Durchmesser: 1,80 m
- Länge: 25,80 m